# Wetzsteinerzeugung (Schwarzachtobel)

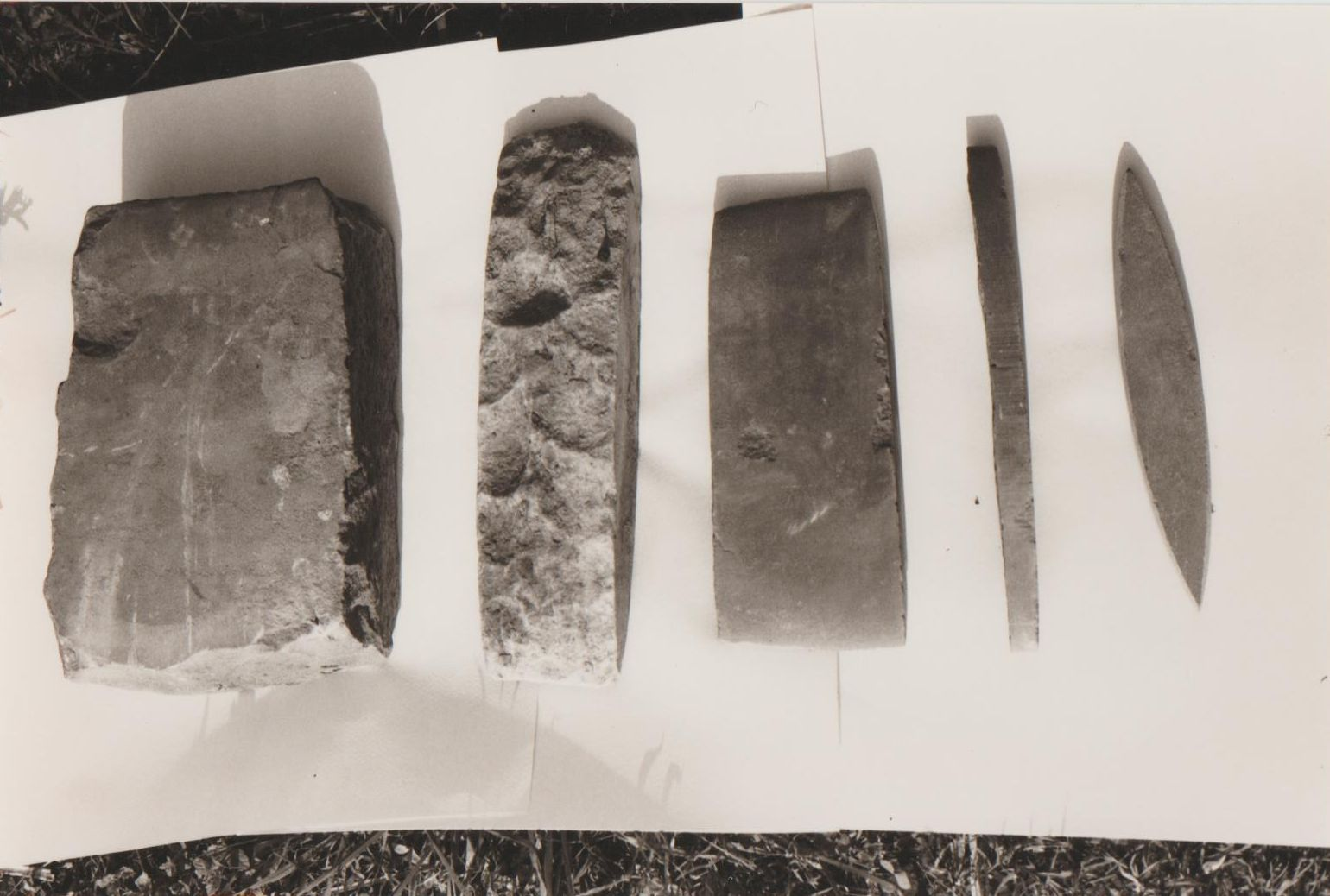
Vom Brocken zum Bröckle zum geschliffenen Natur-Wetzstein aus Schwarzach

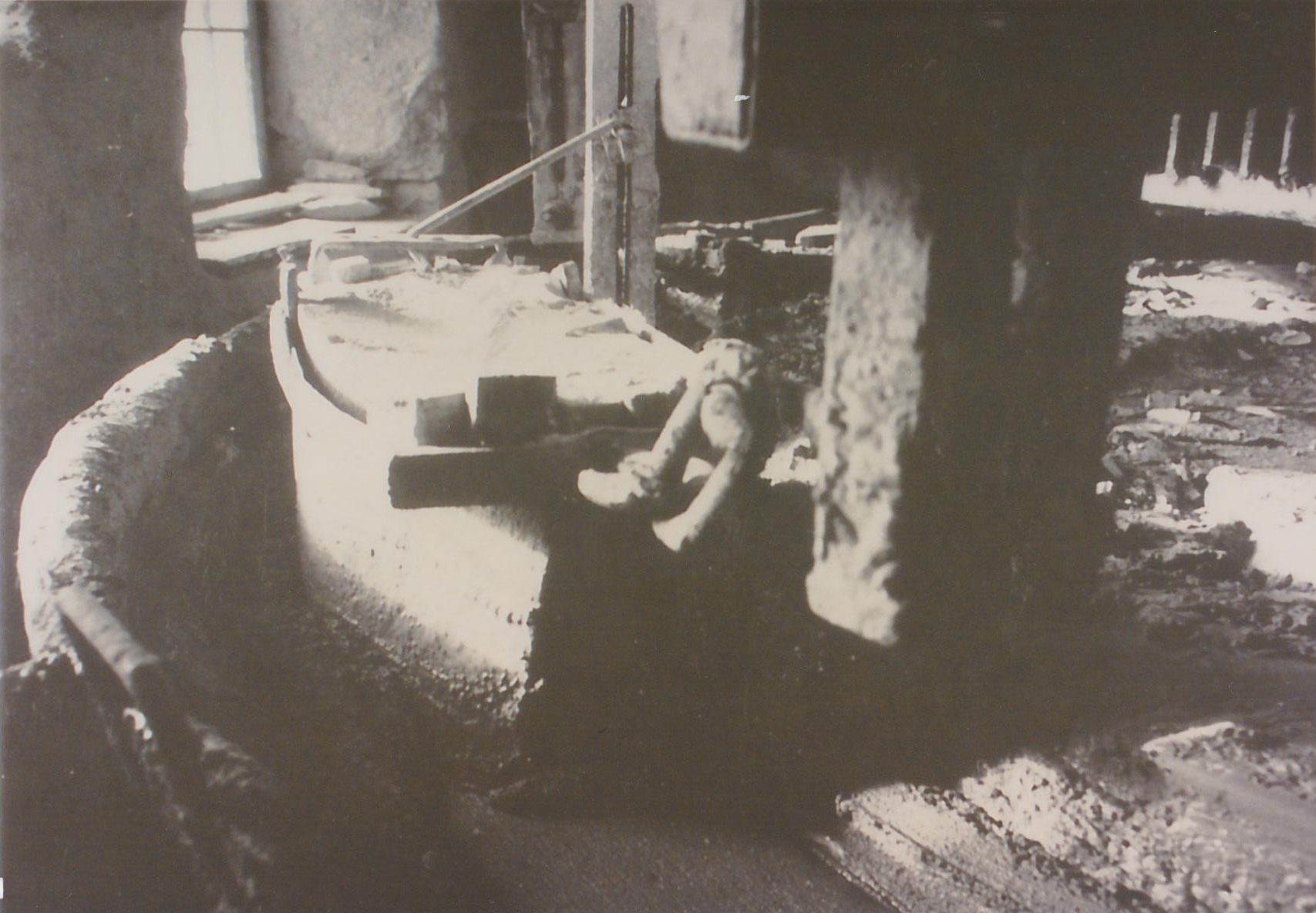
Schleifzirkel der Fa. Hefel im Schwarzachtobel

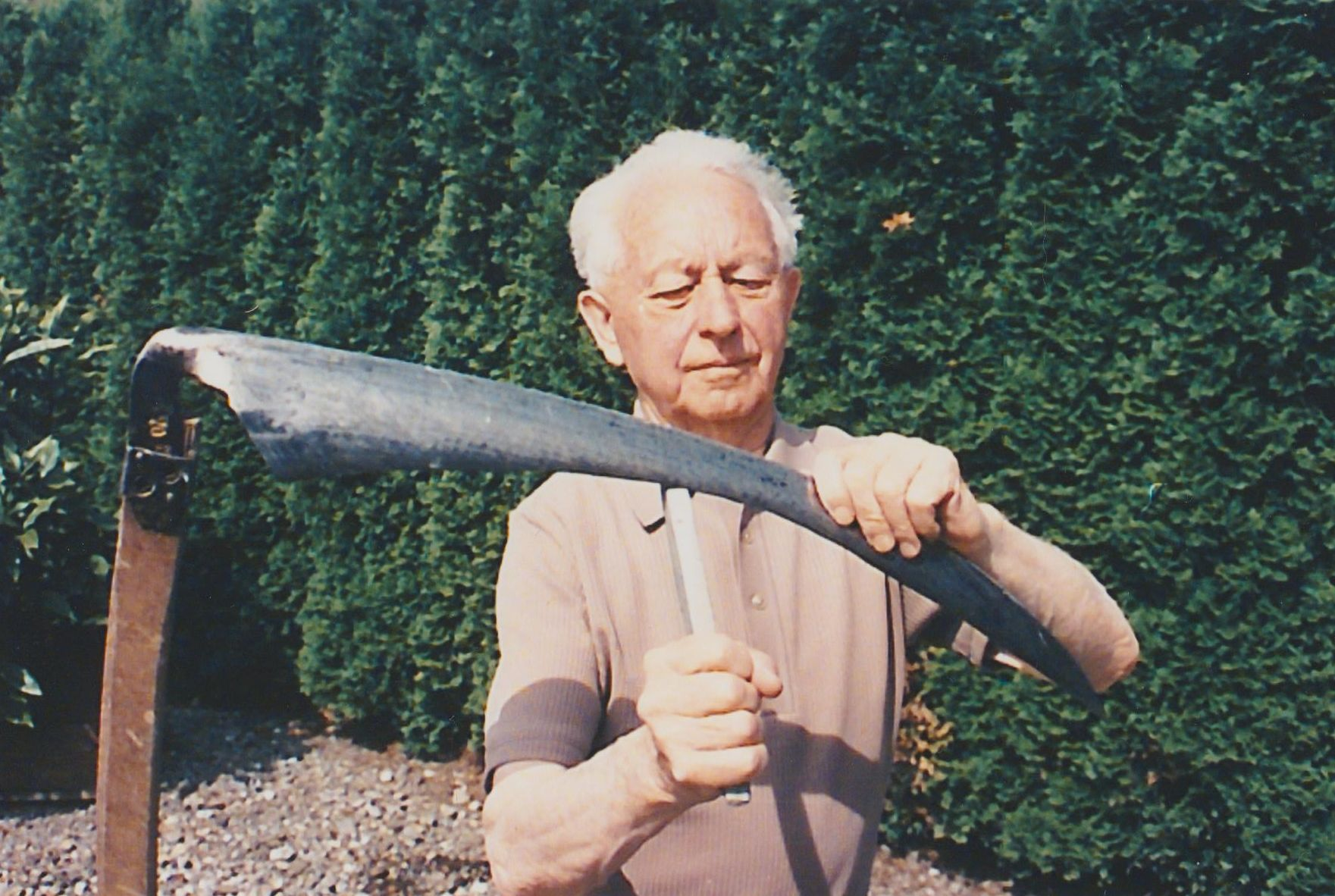
Wetzstein in Gebrauch. Schleifmühlenbesitzer Edwin Troll

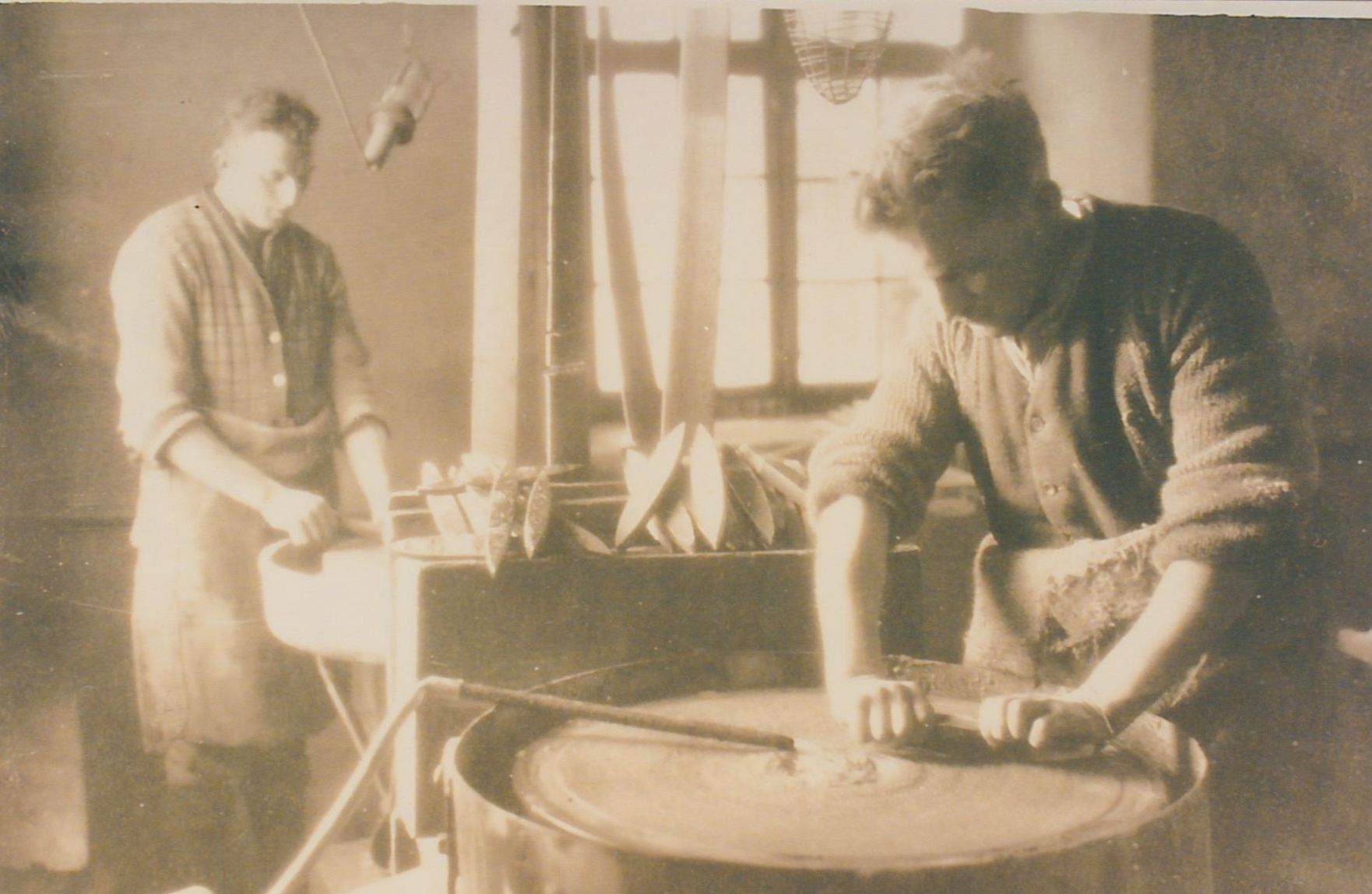
Wetzsteinschleifen bei der Fa. Troll

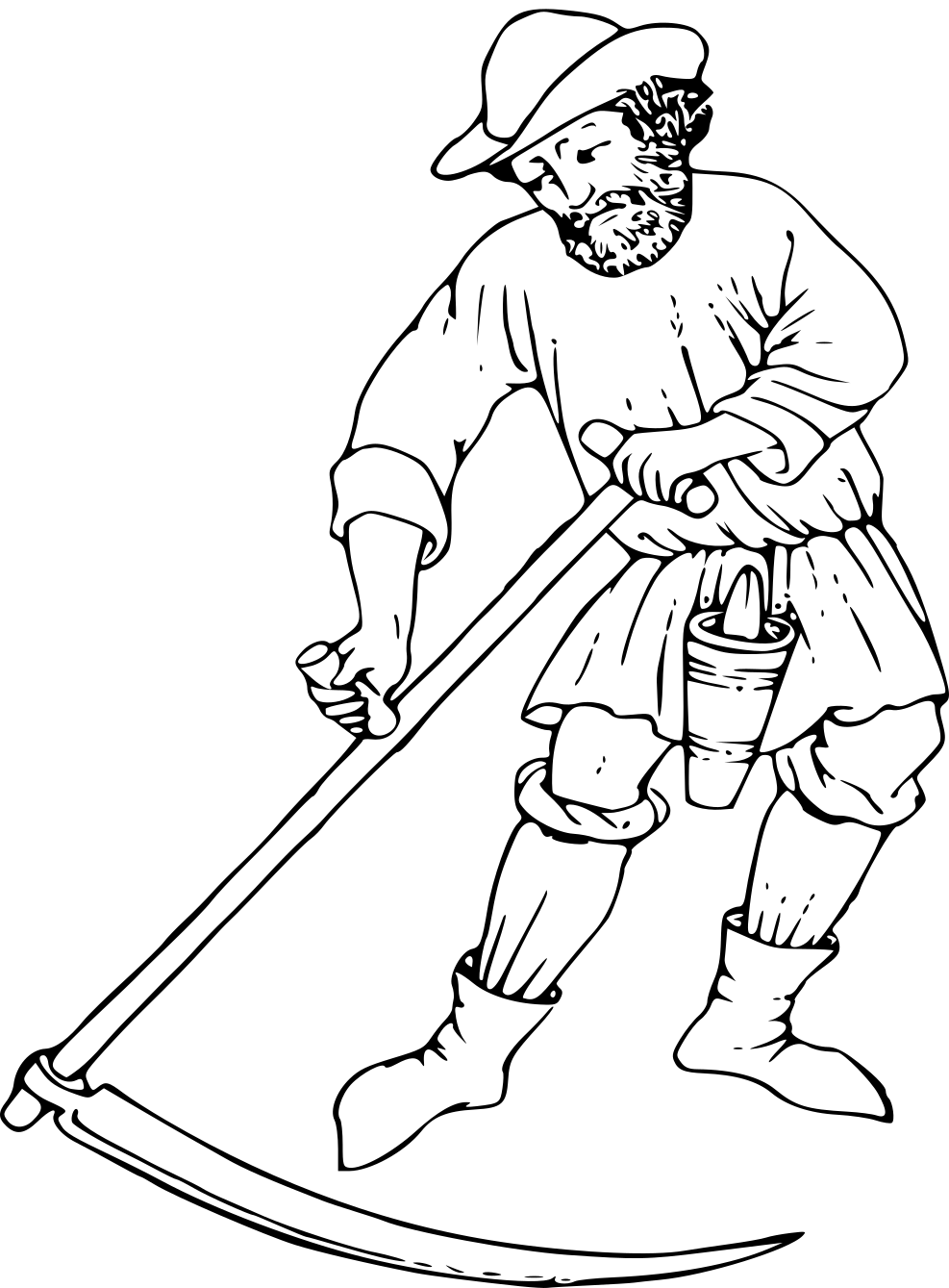
Der Wetzstein im Kumpf am Gürtel beim Mähen mit der Sense

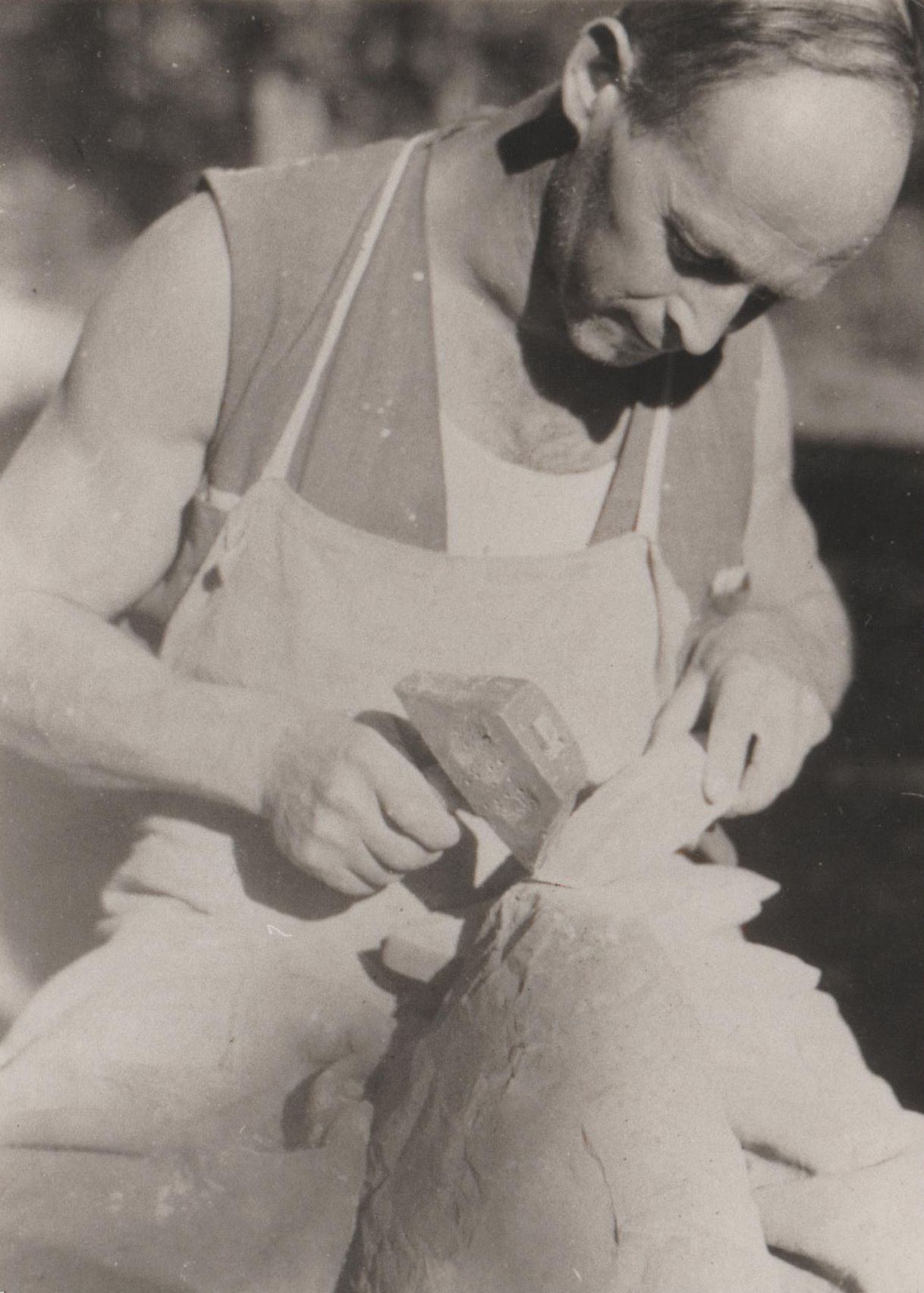
Hubert Hammerer beim Brechen

Die Wetzsteinerzeugung war in Schwarzach im Bundesland Vorarlberg in Österreich bis zum Ende des Zweiten Weltkriegs ein wichtiger Produktionszweig in dieser Gemeinde und der erste industrielle. Die Herstellung von Wetzsteinen aus Schwarzachtobler Sandstein bedeutete für die lokale Bevölkerung eine wetterunabhängige Ergänzung zur landwirtschaftlichen Produktion. Das Schwarzachtobel mit den ehemals wichtigsten Produktionsstätten für Wetzsteine verläuft über das Gemeindegebiet von Schwarzach, Bildstein und Alberschwende sowie Dornbirn (Bezirk Haselstauden).

## Geschichte und Produktionsmethode
Die Wetzsteinerzeugung in Schwarzach soll seit „urdenklicher“ Zeit in ihrer Gemeinde ausgeübt worden sein, wie die Wetzsteinerzeuger bzw. -händler Joseph Troll, Joseph Breuß und Johannes Stadelmann am 3. Oktober 1834 im Hinblick auf eine geplante Zollerhöhung bei der Ausfuhr von Wetzsteinen in den Preußischen Zollverband beim k. k. Kreisamt in Bregenz intervenierten: „Auf urdenklich wurden in der Gemeinde Schwarzach Wetzsteine erzeugt u. verfertiget, die nicht nur allein im Inlande verwerthet, sondern hauptsächlich in die benachbarten Staaten versendet werden. Nicht unbedeutend war u. ist der Verkehr, welcher mit denen zu Schwarzach erzeugten Wetzsteinen gemacht wird, viele erhalten dadurch zu Hause Beschäftigung u. Verdienst, andere finden dadurch Erwerb u. Unterhalt, wo sie zur Verwerthung der Wetzsteine ins Ausland gesendet werden, auch in den Steinbrüchen u. in den Wetzsteinschleifen finden mehrere Beschäftigung. […]“.
Vor der Herstellung von Wetzsteinen in Wetzsteinschleifen im Schwarzachtobel sind kaum gesicherte Erkenntnisse über die händische Herstellung bekannt. Um 1740 ist von der Familie Troll die Wetzsteinerzeugung bekannt. 1798 gründete Josef Anton Troll die Firma J. Troll, die bis 1952 im Familienbesitz bestand und neben Wetzsteinen auch Pflastersteine, Sandsteinstiegen, Portalverkleidungen etc. herstellte.
Franz Joseph Weizenegger schrieb um 1815 bis 1820 über die Wetzsteinproduktion in Vorarlberg, dass diese ein starker Ausfuhrartikel seien und der sandige Kalkstein zwischen Hohenems und Dornbirn gebrochen und „zu Schwarzach behauen und in eine Rutsche gelegt, in welcher durch ein Wasserrad Gneisblöcke unmittelbar auf den Wetzsteinen wagrecht hin‐ und hergerutscht werden, bis sie nach mehrmaligem Umwenden eine ebene Fläche erhalten“. Dieser Bericht Weizeneggers ist der erste Hinweis auf eine bestimmte Produktionstechnik für die Wetzsteinproduktion in Schwarzach.
1819 bestanden in der Gemeinde Schwarzach 10 Schleifmühlen (Wetzsteinschleifen), die einen Jahresumsatz von etwa 4500 Gulden erwirtschafteten. 1839 sind es 14 Schleifmühlen die etwa 250.000 Wetzsteine erzeugen (davon zwei Drittel für den Export) und damit etwa 4000 Gulden erwirtschaften, wobei etwa 60 Personen und drei zweispännige Fuhrwägen das ganze Jahr beschäftigt wurden. Um 1860 sind zumindest an neun Standorten Wetzsteinschleifereien anzufinden.
Mit der Erfindung der Zirkular‐Wetzsteinschleife (Schleifzirkel), nach mündlicher Überlieferung durch den Schwarzacher Mühlenbauer Gebhard Dietrich (1851–1905) soll der Erzeugungsprozess durch das Unternehmen Troll, Hefel & Cie. entscheidend mechanisiert und somit der Produktionsausstoß wesentlich erhöht worden sein. Ein Baugesuch von Johann Hämmerle vom 2. Juli 1878 für den Umbau einer Säge in eine Wetzsteinschleiferei in Haslach in Dornbirn ist die erste nachweisliche Erwähnung einer Zirkular‐Wetzsteinschleife in Vorarlberg, wobei nicht gesichert ist, ob nicht zuvor schon andere Schleifzirkel in Vorarlberg bestanden.
Um 1900 erzeugten lediglich noch fünf Wetzsteinfabriken, jedoch nun nur noch mit Zirkularschleifen, Wetzsteine im Schwarzachtobel. Im Gemeindegebiet von Schwarzach waren dies: Johann Troll mit fünf Schleifzirkeln, Heinrich Trolls Kinder mit drei Schleifzirkeln, Joseph Anton Hefel & Co. mit sechs Schleifzirkeln und im Gemeindegebiet von Dornbirn die Geschwister Gmeiner mit drei Schleifzirkeln und Jakob Stadelmann mit zwei Schleifzirkeln. Im Gemeindegebiet von Bildstein und Alberschwende sind um die Jahrhundertwende keine Wetzsteinschleifereien mehr anzufinden.
Der Export wurde zunehmend wichtiger. Im erfolgreichsten Geschäftsjahr 1926/27 wurden 1,62 Millionen Stück Wetzsteine produziert. Abgesetzt wurden Wetzsteine aus dem Schwarzachtobel neben Österreich auch in Deutschland, Ungarn, Jugoslawien, Rumänien, Frankreich und Italien, es fanden Wetzsteine Absatz bis nach Persien, Süd- und Nordamerika sowie Japan.
Mit der aufkommenden Mechanisierung der Landwirtschaft und der vermehrten Erzeugung von Kunstwetzsteinen ging die wirtschaftliche Bedeutung der Schwarzacher Wetzsteinerzeugung nach dem Zweiten Weltkrieg verloren.

## Ausgangslage für die Wetzsteinerzeugung
Aufgrund des Zusammentreffens von geeigneten Ausgangsmaterialien (z. B. Schwarzachtobler Sandstein) für Wetzsteine und härterem Quarzgestein (Saluiersand als Schleifmaterial) sowie der vorhandenen Energie (Wasserkraft) und billiger Arbeitskräfte in räumlicher Nähe entwickelte sich im unteren Rheintal in Vorarlberg dadurch eine bedeutende industrielle Wetzsteinerzeugung.
Die Wetzsteinerzeuger betrieben jeweils eigene Steinbrüche, kauften Sandstein zu oder übten Lohnveredelung aus. Bei den Steinbrüchen konnten vom „Gstöhl Steinbruch“ in Dornbirn (Wallenmahd) das härteste Rohmaterial entnommen werden wie auch vom Steinbruch in Bizau (sog. „blau-schwarze“ – siehe auch: Wetzsteinhöhle). Aus dem Steinbruch in Unterklien wurde von der Familie Troll in zuerst Eigenregie und später von der Gemeinde zugekauft, Glaukonit-Sandstein abgebaut. Das Rohmaterial und die fertigen Wetzsteine von den Schwarzacher Steinbrüchen waren „weicher“ und hatten etwa dieselbe Qualität wie die in der Nähe von Mailand hergestellten Wetzsteine.
Nicht nur im Schwarzachtobel standen Wetzsteinschleifen, sondern auch z. B. im Schwarzacher Ortsteil Staudach befand sich an der Schwarzach von etwa 1800 bis 1890 eine solche (1924 abgebrochen) oder in Wolfurt, Rickenbach, wo später Carl Zuppinger eine Spulenfabrik errichten ließ. Die Wetzsteinfabrikanten Karl und Johann Josef Kirchner aus Kennelbach nahmen 1845 an der Gewerbeausstellung in Wien teil und gaben an, dass sie zwei Stampfen, zwei Mühlen, zwei Arbeitstische hätten sowie zwei Arbeiter und drei bis vier Hilfsarbeiter beschäftigen, die zusammen etwa 8000 Wetzsteine pro Monat erzeugen würden.

## Schlifar

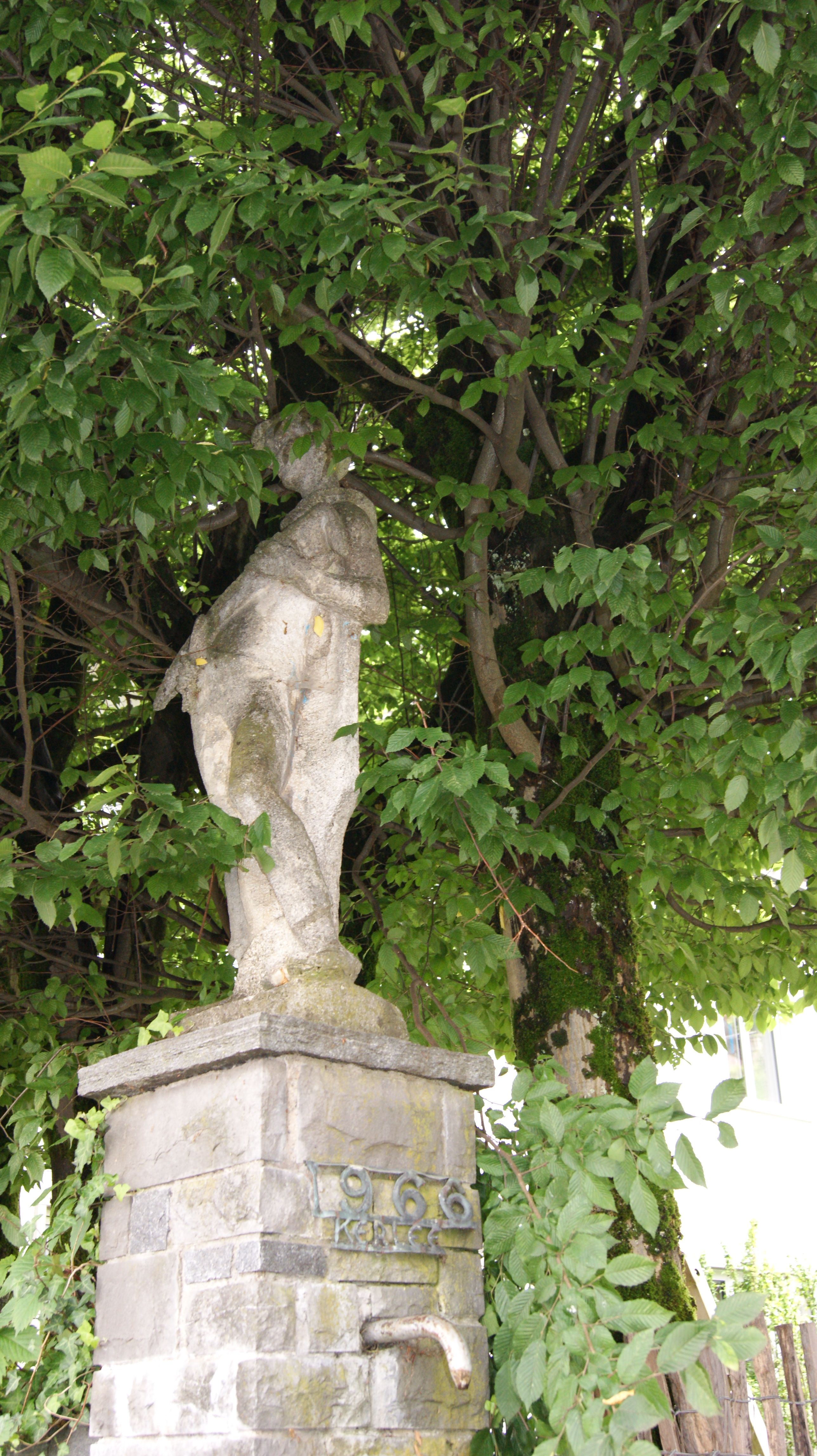
Wetzstein-Hansel („Kerle“) über dem Dorfbrunnen

Der Übername „Schlifar“ (hdt.: Schleifer) geht auf diese bodenständigen Gewerbebetriebe zurück. Der „Wetzstein-Hansel“ über dem Schwarzacher Dorfbrunnen erinnert an diese „Schlifar“ und diesen für die Gemeinde Schwarzach wichtigen Produktionszweig aus der Vergangenheit.
Der Wetzstein-Hansel („Kerle“) über dem Dorfbrunnen, geschaffen vom Bildhauer Emmerich Kerle, wurde 1966 aufgestellt. Im Zentrum von Schwarzach findet sich auch ein weiterer Dorfbrunnen in Form eines Wetzsteines.

## Museum
Im Heimatmuseum Schwarzach am Linzenberg wurde ein Raum als Wetzstein-Dokumentation mit originalen Werkzeugen und dem Modell eines Schleifzirkels eingerichtet (Schlifar-Museum im Heimathaus).